# Deltochilum irroratum
Deltochilum irroratum là một loài bọ cánh cứng trong họ Bọ hung (Scarabaeidae).